# Abric de Gallicant
L'Abric de Gallicant és un abric rocós amb representacions de pintura rupestre protegides com Patrimoni de la Humanitat en el conjunt de l'Art rupestre de l'arc mediterrani de la península Ibèrica. Està situat en el municipi de Cornudella de Montsant (Priorat), als contraforts nord-orientals de la serra de la Mussara, al cingle del vessant esquerre del riu de Siurana, sota el despoblat de Gallicant.
El conjunt balmat té uns 10 m d'amplada, per 8 de fondària i 5 m d'alçada i es troba orientat a l'oest. A l'interior hi ha una plataforma natural que a la part més baixa fa un metre d'alçada on hi ha oberta una petita cova de boca semicircular de 3,5 m per 1 m. El conjunt es troba tancat per un mur de pedra seca a la part baixa. Aquest tipus de mur encara són restes del passat recent en què la zona es trobava conreada en feixes.
Al conjunt es poden distingir dos grups de pintures diferenciats. Ambdós grups són pintats d'un color vermell-castany molt viu, a la meitat dreta de la paret del fons i per sobre del nivell de la coveta. El primer grup de pintures ocupa una àrea de 80 per 80 cm. El nucli amb més quantitat de representacions es troba sobre una placa calcària mig despresa de la paret i trencada per la part superior esquerre. Es distingeixen restes d'una figura humana, un antropomorf i un grup de digitacions.
El segon grup de pintures es troba a uns 3,10 m del primer, entre 1 i 1,20 metres d'alçada per sobre de la plataforma. En aquest cas es tracta de tres restes de representació pictòrica no identificables.
Les pintures van ser descobertes l'any 1985 per dos aficionats a l'arqueologia. Els agents meteorològics afecten directament les parets exteriors de la cavitat i les pintures són en vies de desaparició.